# Al-Fa'iz bi-nasr Allah
al-Fāʾiz bi-naṣr Allāh (in arabo الفائز ﺑﻨﺼﺮ الله; Il Cairo, 31 maggio 1149 – Il Cairo, 22 luglio 1160), ossia "Colui che ha successo per la vittoria di Dio", fu il tredicesimo e penultimo Imam/Califfo fatimide e regnò dal 1154 al 1160.
al-Fāʾiz succedette a suo padre al-Ẓāfir (1149-1154) in circostanze drammatiche, dopo aver assistito cioè all'età di appena 6 anni all'orrenda morte del genitore (pugnalato dal suo amante Naṣr, figlio di ʿAbbās b. Abī l-Futūḥ, figliastro dell'ambizioso comandante della piazza di ʿAsqalān, Sayf al-Dīn b. al-Salār) e degli zii paterni, incolpati pretestuosamente del delitto dallo stesso Ibn al-Salār per evitare possibili loro rivendicazioni dell'Imamato.

Queste violenze e l'aver assistito a quegli eccidi provocarono convulsioni che accompagnarono al-Fāʾiz lungo tutto l'arco della sua giovanissima vita.

Un'età talmente giovane che la shari'a sunnita non considera assolutamente sufficiente per gestire legalmente la guida politica e spirituale di una comunità di credenti musulmani, per la quale si pretende la pubertà (equivalente nel diritto islamico alla maggiore età), ma che per il diritto sciita-ismailita non costituiva evidentemente un impedimento all'assunzione della carica, purché essa fosse opportunamente supplita dalla presenza di un Reggente.
Nel 1154 una rivolta ispirata dalla implorante richiesta d'aiuto della vessata Corte fatimide fu portata a compimento, causando la morte tra gli altri del visir di al-Fāʾiz e figlio di Ibn al-Salār, Abū l-Faḍl ʿAbbās, che cinque anni prima aveva concorso all'ascesa al trono dell'Imam/Califfo-bambino.

Nel corso del suo breve e teorico regno, il visir di maggior spicco fu l'Armeno Ṭalāʾiʿ b. Ruzzīk (1154-1161), wali di al-Ushmūnayn (Alto Egitto), che provò a creare un fronte anti-Crociati (dell'intraprendente Regno di Gerusalemme), alleandosi con l'Emiro zengide sunnita Norandino (1140-1174).
Morì nel 1160 e gli succedette il fratello al-'Adid.